# 23 февраля
23 февраля — 54-й день года  по григорианскому календарю.
До конца года остаётся 311 дней (312 дней в високосные годы).
До 15 октября 1582 года — 23 февраля по юлианскому календарю, с 15 октября 1582 года — 23 февраля по григорианскому календарю.
В XX и XXI веках соответствует 10 февраля по юлианскому календарю.

## Праздники и памятные дни
См. также: Категория:Праздники 23 февраля

### Национальные
- Беларусь,  Кыргызстан,  Россия,  Таджикистан — День защитника Отечества.
- Бруней — Национальный день.
- Гайана — День Республики.
- Япония — День рождения императора.

### Религиозные

#### Католицизм
- Память Поликарпа;
- память Изабеллы Французской;
- память Сирена Сирмийского.

#### Православие[2][3]
- Память иконы Божией Матери «Огневидная»;
- Собор Новгородских Святителей;
- память священномученика Харалампия, епископа Магнезийского и с ним мучеников Порфирия, Ваптоса и трёх мучениц (202);
- память святой праведной Галины (III);
- память мучениц дев Еннафы, Валентины и Павлы (308)[4];
- память благоверной княгини Анны Новгородской (ок. 1050—1056);
- память преподобного Прохора Лебедника, Печерского, в Ближних пещерах (1107);
- память преподобного Лонгина Коряжемского (1540);
- память священномучеников Петра Грудинского и Валериана Новицкого, пресвитеров (1930);
- память священномученика Константина Верецкого (1918)[5].

### Именины
- Католические: Изабелла, Поликарп, Серенус.
- Православные: Анастасий, Анна, Антоний, Аркадий, Афоний, Валентина, Валерьян, Ваптос, Василий, Галина, Геннадий, Герман, Григорий, Еннафа, Иван, Иоаким, Карп, Лонгин, Лука, Марк, Мартирий, Павла, Пётр, Пимен, Порфирий, Прохор, Симеон, Феоктист, Харлампий.

## События

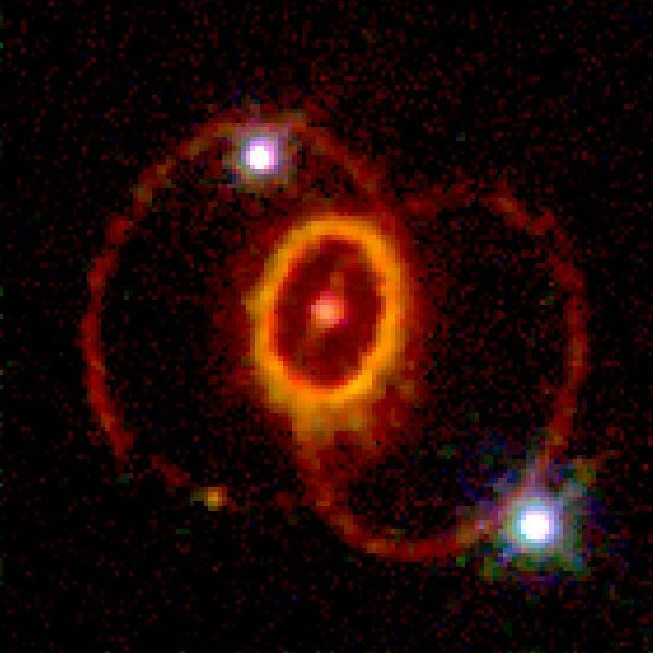
Остаток SN 1987A

См. также: Категория:События 23 февраля

### До XX века
- 840 — подписание Pactum Lotharii между Венецианской республикой и Каролингской империей
- 1280 — битва под Гозлицей.
- 1847 — американо-мексиканская война; второй, решающий день сражения при Буэна-Виста
- 1874 — английский майор Уолтер Уингфилд запатентовал игру, которую назвал «Sphairistike», ныне известную как теннис.
- 1893 — Рудольф Дизель получил патент на дизельную установку.

### XX век
- 1903 — Куба передаёт США базу Гуантанамо в вечную аренду.
- 1905 — в Чикаго (США) юрист Поль Перси Харрис основал первый клуб Ротари.
- 1927 — Совнарком УССР принял постановление о помощи бродячим цыганам при переходе на «трудовой оседлый образ жизни».
- 1935 — на пост главы комиссии партийного контроля ВКП(б) назначен Н.Ежов, будущий глава НКВД.
- 1941 — впервые получен плутоний.
- 1943 — в воздушном бою погиб генерал-лейтенант авиации, прославленный лётчик Григорий Кравченко.
- 1944 — в соответствии с постановлением ГКО СССР № 5073 об упразднении Чечено-Ингушской Автономной Республики и депортации её населения 493 269 чеченцев и ингушей были депортированы в Среднюю Азию и Казахстан. 6544 человека ушли в горы.
- 1945 — войска 1-го Белорусского фронта после месячной осады и упорных боёв овладели польским городом-крепостью Познань.
- 1947 — основана Международная организация по стандартизации (ISO).
- 1950 — во Франции Раймонда Дьен, бросившись на рельсы, задержала отправку в Индокитай эшелона с танками.
- 1981 — попытка ультраправого военного путча в Испании.
- 1987 — вспышка сверхновой SN 1987A достигла Земли. Это самая близкая сверхновая со времён изобретения телескопа.
- 1990 — 17-я специальная сессия ГА ООН по проблемам наркотиков приняла Политическую декларацию и Всемирную программу действий.
- 1991 — пожар в гостинице «Ленинград», погибли 16 человек, в том числе 9 сотрудников пожарной охраны.
- 1992 — разгон митинга в Москве, одно из первых крупных столкновений в Москве между противниками реформ правительства Ельцина и силами милиции.
- 1993 — создан язык программирования Ruby.
- 1997 — на российской орбитальной станции «Мир», во время нахождения там российско-американского экипажа, произошёл пожар.
- 1999:
  - Правительство Югославии достигло договорённости о прекращении вооружённого конфликта с косовскими сепаратистами.
  - На австрийский лыжный курорт Гальтюр обрушилась лавина, погиб 31 человек.

### XXI век
- 2006 — обрушение Басманного рынка в Москве, 68 погибших.
- 2008:
  - Объявлено о прекращении гражданской войны в Уганде.
  - С космодрома Танегасима с помощью РН H-IIA был осуществлён успешный запуск японского телекоммуникационного спутника Kizuna.
- 2014:
  - Россия начала действия по захвату и аннексии Крыма.
  - Смена власти на Украине: Верховная рада Украины своим постановлением возложила на своего председателя Александра Турчинова исполнение обязанностей президента Украины.
- 2019 — катастрофа Boeing 767 под Анауаком. Погибли все 3 человека на борту.

## Родились
См. также: Категория:Родившиеся 23 февраля

### До XIX века
- 1417 — Павел II (ум. 1471), 211-й папа римский (1464—1471).
- 1443 — Матьяш I (ум. 1490), король Венгрии (с 1458).
- 1723 — Уильям Чеймберс (ум. 1796), шотландский архитектор.
- 1744 — Майер Амшель Ротшильд (ум. 1812), основатель международной династии предпринимателей Ротшильдов.
- 1758 — Василий Капнист (ум. 1823), русский поэт и драматург, общественный деятель.
- 1745 — Иван Старов (ум. 1808), российский архитектор.
- 1756 — Франтишек Герстнер (ум. 1832), чешский физик и инженер, один из первых проектировщиков железных дорог.

### XIX век
- 1808 — Пётр Киреевский (ум. 1856), русский писатель, переводчик, фольклорист, археограф.
- 1811 — архиепископ Димитрий (в миру Климент Иванович Муретов; ум. 1883), епископ Русской православной церкви, с 1882 г. архиепископ Херсонский и Одесский.
- 1821 — Алексей Жемчужников (ум. 1908), русский поэт-сатирик, один из создателей образа Козьмы Пруткова.
- 1834 — Густав Нахтигаль (ум. 1885), немецкий путешественник, исследователь Центральной Африки.
- 1840 — Всеволод Крестовский (ум. 1895), русский прозаик, поэт, журналист.
- 1842 — Эдуард фон Гартман (ум. 1906), немецкий философ.
- 1850 — Сезар Риц (ум. 1918), швейцарский отельер, основатель сети фешенебельных отелей «Риц».
- 1860 — Георгий Габричевский (ум. 1907), микробиолог, основатель научной школы, один из организаторов производства бактериологических препаратов в России.
- 1861 — Анастасия Вербицкая (ум. 1928), русская писательница.
- 1874 — Константин Пятс (ум. 1956), первый президент Эстонии.
- 1876 — Сэндзюро Хаяси (ум. 1943), японский военный и государственный деятель, премьер-министр Японии (2 февраля — 4 июня 1937).
- 1878 — Иван Ефимов (ум. 1959), скульптор, график, художник кукольного театра, народный художник РСФСР.

- 1879 — Казимир Малевич (ум. 1935), российский художник-абстракционист, автор «Чёрного квадрата».
- 1883 — Карл Ясперс (ум. 1969), немецкий философ.
- 1884 — Казимир Функ (ум. 1967), польско-американский биохимик; ввёл понятие витамин.
- 1889 — Виктор Флеминг (ум. 1949), американский кинорежиссёр.
- 1899 — Хаим Арлозоров (убит в 1933), писатель, политик, один из лидеров сионистского движения.
- 1900
  - Максим Штраух (ум. 1974), актёр театра и кино, театральный режиссёр, народный артист СССР.
  - Евгений Лавренко (ум. 1987), советский геоботаник и ботанико-геолог, академик, президент Всесоюзного ботанического общества.

### XX век
- 1901 — Николай Абрамов (ум. 1970-е), советский учёный.
- 1903 — Юлиус Фучик (казнён в 1943), чехословацкий журналист, критик, публицист, активист чехословацкой компартии.
- 1904 — Александр Згуриди (ум. 1998), кинорежиссёр научно-популярного кино, сценарист, телеведущий, народный артист СССР.
- 1910
  - Георгий Дзоценидзе (ум. 1976), грузинский советский геолог, академик АН Грузии и АН СССР.
  - Алексей Ермолаев (ум. 1975), артист балета, балетмейстер, педагог, народный артист СССР.
- 1913 — Ян Сатуновский (ум. 1982) — русский поэт, участник Великой Отечественной войны.
- 1915
  - Валентина Телегина (ум. 1979), актриса театра и кино, народная артистка РСФСР.
  - Пол Тиббетс (ум. 2007), американский пилот, сбросивший в 1945 г. атомную бомбу на Хиросиму.
- 1920 — Антон Антонов-Овсеенко (ум. 2013), советский и российский историк и писатель.
- 1921 — Самсон Самсонов (ум. 2002), советский и российский режиссёр театра и кино, сценарист, актёр, народный артист СССР.
- 1924 — Аллан Кормак (ум. 1998), южноафриканский и американский физик, разработчик компьютерной томографии, лауреат Нобелевской премии (1979).
- 1925 — Елизавета Чавдар (ум. 1989), украинская оперная певица, педагог, народная артистка СССР.
- 1928
  - Василий Лазарев (ум. 1990), советский космонавт, Герой Советского Союза.
  - Будаг Будагов (ум. 2012), советский и азербайджанский учёный-географ, профессор, академик.
- 1929
  - Герберт Мис (ум. 2017), немецкий политический и общественный деятель, председатель Германской коммунистической партии.
  - Алексий II (ум. 2008), патриарх Московский и Всея Руси (1990—2008).
  - Георгий Щедровицкий (ум. 1994), советский и российский философ, общественный и культурный деятель.
- 1934 — Евгений Крылатов (ум. 2019), советский и российский композитор, народный артист РФ, автор музыки более чем к 120 фильмам и мультфильмам.
- 1937 — Владимир Балон (ум. 2013), советский и российский киноактёр, профессиональный спортсмен, мастер спорта СССР, чемпион СССР среди юниоров по фехтованию на рапирах, постановщик трюков.
- 1938 — Иржи Менцель (ум. 2020), чешский кинорежиссёр, актёр, сценарист.
- 1940 — Вероника Круглова (ум. 2024), советская эстрадная певица. Была замужем за Иосифом Кобзоном и Вадимом Мулерманом.
- 1941 — Геннадий Сайфулин, актёр театра и кино, театральный режиссёр, заслуженный артист РСФСР.
- 1944
  - Олег Янковский (ум. 2009), актёр театра и кино, режиссёр, народный артист СССР.
  - Джонни Винтер (ум. 2014), американский гитарист и певец, один из лучших белых исполнителей блюза.
- 1945 — Светлана Герасименко (ум. 2025), советский и таджикистанский астроном, открывшая комету Чурюмова — Герасименко.
- 1946 — Анатолий Банишевский (ум. 1997), азербайджанский советский футболист, тренер, капитан бакинского «Нефтчи», игрок сборной СССР.
- 1948 — Стив Прист (ум. 2020), бас-гитарист и вокалист британской рок-группы «Sweet».
- 1949 — Марк Гарно (ум. 2025), канадский астронавт, инженер и политик. Первым канадец в космосе, он принял участие в трёх космических полётах на борту космических челноков НАСА, возглавлял Канадское космическое агентство (2001 — 2006). Министр транспорта в правительстве (2015 — 2021), министр иностранных дел Канады (2021).
- 1952 — Брэд Уитфорд, американский музыкант, гитарист рок-группы «Aerosmith».
- 1954 — Виктор Ющенко, третий президент Украины (2005—2010).
- 1958 — Дэвид Силвиан, британский музыкант, автор песен.
- 1959 — Борис Токарев, советский и российский киноактёр, актёр и режиссёр дубляжа.
- 1960 
  - Сергей Щураков (ум. 2007), советский и российский рок-музыкант.
  - Нарухито, император Японии.
- 1961 — Олег Гаркуша, российский исполнитель, автор текстов, поэт, шоумен, участник группы «АукцЫон».
- 1965 — Кристин Дэвис, американская актриса.
- 1973 — Роза Аманова, певица, композитор, народная артистка Кыргызской Республики (2009).
- 1976 — Келли Макдональд, британская актриса.
- 1981 — Гарет Барри, английский футболист, игрок сборной Англии.
- 1982 — Анна Чапман, раскрытый агент российской разведки, действовавший в США.
- 1983
  - Эмили Блант, британская актриса.
  - Мидо, египетский футболист.
- 1985 — Екатерина Юрлова-Перхт, российская биатлонистка, чемпионка мира.
- 1987 — Роберт Топала, шведский разработчик видеоигр.
- 1988 — Николас Гайтан, аргентинский футболист.
- 1989 — Эван Бейтс, американский фигурист, выступающий в танцах на льду, олимпийский чемпион в командных соревнованиях (2022), трёхкратный чемпион мира (2023 — 2025), многократный чемпион мира в команде, трёхкратный чемпион четырёх континентов (2019, 2020, 2023), многократный чемпион США.
- 1992
  - Каземиро (Карлос Энрике Казимиро), бразильский футболист.
  - Самара Уивинг, австралийская актриса и фотомодель.
- 1994 — Дакота Фэннинг, американская киноактриса и фотомодель.
- 2000 — Фемке Бол, нидерландская бегунья, многократная чемпионка мира и Европы, призёр Олимпийских игр.

## Скончались
См. также: Категория:Умершие 23 февраля

### До XIX века
- 1507 — Беллини Джентиле (р. ок. 1429), итальянский художник.
- 1603 — Андреа Чезальпино (р. 1519), итальянский врач, естествоиспытатель и философ.
- 1766 — Станислав I Лещинский (р. 1677), польский король и великий князь литовский (1704—1711 и 1733—1734), последний герцог Лотарингии (1737—1766).
- 1792 — Джошуа Рейнольдс (р. 1723), английский художник-портретист («Амур развязывает пояс Венеры», «Три грации») и теоретик искусства.
- 1800 — Джозеф Уортон (р. 1722), английский поэт и критик.

### XIX век
- 1809 — Дирк ван дер Аа (р. 1731), нидерландский художник, график-орнаменталист, представитель рококо.
- 1815 — Джонатан Хорнблауэр[англ.], (р. 1753), английский изобретатель двухцилиндрового двигателя.
- 1821 — Джон Китс (р. 1795), английский поэт, один из величайших английских поэтов XIX века.
- 1839 — граф Михаил Сперанский (р. 1772), российский государственный и общественный деятель, реформатор, законотворец.
- 1855 — Карл Фридрих Гаусс (р. 1777), немецкий математик, астроном и физик.
- 1859 — Зыгмунт Красинский (р. 1812), польский поэт.
- 1874 — Владимир Назимов (р. 1802), русский государственный деятель, виленский, гродненский и ковенский генерал-губернатор.
- 1880 — Фёдор Глинка (р. 1786), русский поэт и публицист, участник декабристских обществ.
- 1892 — Николай Маиевский (р. 1823), российский механик и учёный-артиллерист, один из основоположников внешней баллистики.

### XX век
- 1908 — Фридрих Август фон Эсмарх (р. 1823), немецкий хирург, один из пионеров асептики и антисептики.
- 1910 — Вера Комиссаржевская (р. 1864), русская актриса.
- 1918 — Номан Челебиджихан, крымскотатарский политик и общественный деятель, первый председатель правительства Крымской Народной Республики. Зверски убит матросами в Севастополе.
- 1929 — Мерседес Йеллинек (р. 1889), девочка, в честь которой был назван автомобиль «Mercedes-Benz».
- 1930
  - Йонас Яблонскис (р. 1860), литовский языковед, «отец» литовского литературного языка.
  - Хорст Людвиг Вессель (р. 1907), деятель нацизма, поэт, автор песни «Знамёна ввысь», вошедшей в историю как гимн немецких национал-социалистов.
- 1931 — Нелли Мельба (наст. имя Хелен Портер Армстронг, урожд. Митчелл; р. 1861), австралийская оперная певица (колоратурное сопрано).
- 1933 — Владимир Пухальский (р. 1848), пианист, педагог, композитор, музыкальный деятель.
- 1934 — сэр Эдуард Уильям Элгар (р. 1857), английский композитор.
- 1939 — расстреляны:
  - Александр Егоров (р. 1883), один из первых Маршалов Советского Союза.
  - Александр Косарев (р. 1903), первый секретарь ЦК ВЛКСМ (1929—1938).
- 1942
  - расстрелян Борис Вильде (р. 1908), русский поэт, лингвист и антрополог, эмигрант, участник французского Сопротивления.
  - расстрелян Александр Филин (р. 1903), советский лётчик-испытатель, генерал-майор авиации.
- 1943 — в воздушном бою погиб Григорий Кравченко, генерал-лейтенант авиации, дважды Герой Советского Союза.
- 1945 — Алексей Николаевич Толстой (р. 1883), русский советский писатель.
- 1949 — Анна Радлова (р. 1891), русская советская поэтесса и переводчица.
- 1951 — Александр Моравов (р. 1878), русский советский художник.
- 1955 — Поль Клодель (р. 1868), французский писатель, дипломат («Золотая голова», «Заложник», «Черствый хлеб»).
- 1973 — Диккинсон Ричардс (р. 1895), кардиолог, член Национальной академии наук США, нобелевский лауреат (1956).
- 1986 — Борис Слуцкий (р. 1919), русский советский поэт, переводчик.
- 1988 — Иосиф Каракис (р. 1902), советский архитектор, один из наиболее плодовитых киевских зодчих.
- 1990
  - Давид Самойлов (р. 1920), русский поэт.
  - Хосе Дуарте (р. 1925), президент Сальвадора (1984—1989).
- 1991 — Имре Чанади (р. 1920), венгерский поэт.
- 1996
  - Биргит Брюль (р. 1927), датская певица и актриса.
  - Хельмут Шен (р. 1915), немецкий футболист и футбольный тренер.
- 2000
  - Стэнли Мэтьюз (р. 1915), английский футболист.
  - Офра Хаза (р. 1957), израильская певица и актриса.

### XXI век
- 2002 — Георгий Лепский (р. 1919), российский художник, поэт, бард и педагог.
- 2003
  - Шломо Аргов (р. 1929), посол Израиля в Великобритании, ставший жертвой покушения палестинских террористов.
  - Павел Лебешев (р. 1940), кинооператор, заслуженный деятель искусств РСФСР, народный артист России.
- 2007 — Геннадий Корольков (р. 1941), актёр театра и кино, заслуженный артист РСФСР.
- 2009
  - Владимир Шпак (р. 1909), советский и российский учёный-химик, исследователь, академик АН СССР и РАН.
  - Иван Пстыго (р. 1918), маршал авиации, Герой Советского Союза.
- 2010 — Орландо Сапата Тамайо (р. 1967), кубинский диссидент и политзаключённый.
- 2012 — Дмитрий Набоков (р. 1934), американский переводчик и оперный певец (бас), сын писателя Владимира Набокова.
- 2015
  - Джеймс Олдридж (р. 1918), английский писатель, журналист и общественный деятель австралийского происхождения.
  - Евгений Татарский (р. 1938), советский и российский кинорежиссёр, сценарист, народный артист России.
- 2024
  - Ирене Камбер (р. 1926), итальянская фехтовальщица на рапирах, позднее тренер. Чемпионка летних Олимпийских игр (1952) в личном первенстве, двукратная чемпионка мира. В 2015 году была включена в Зал славы итальянского спорта.
  - Вячеслав Лебедев (р. 1943), председатель Верховного суда Российской Федерации (1991—2024).

## Народный календарь, приметы и фольклор Руси
Прохор Весновей. Прохор и Харлампий.
- Пришёл Прохор да Влас — скоро весна у нас.
- На Прохора и зимушка-зима заохает, а февраль бушует, но весну чует[7].